# Tecnica Group
Tecnica Group je italská firma se sídlem v Giavera del Montello vyrábějící sportovní vybavení. Vznikla v roce 1960 jako Calzaturificio Tecnica SpA a byla orientována zpočátku na pracovní obuv.
Mezi její značky patří Tecnica (lyžařské potřeby), Nordica (lyžařské potřeby, lyže), Moon Boot (obuv), T-Shoes (obuv), Dolomite (oděv, horská výbava), Rollerblade (USA, kolečkové brusle), Lowa (Německo, oděv), THINK PINK (oděv), Nitro Snowboards (snowboardy), Blizzard Sport (Rakousko, lyže), Marker (lyžařské vázání).
Značku Nordica již Tecnica v minulosti vlastnila, poté ji prodala Benettonu. V roce 2004 koupila Tecnica Group Nordicu od Benettonu zpět. Firmu Blizzard převzala v roce 2007.
Firma postavila nové výrobní haly v Maďarsku a na Ukrajině.